# 夜が明けるまで
『夜が明けるまで』（よるがあけるまで、Our Souls at Night）は2017年に配信が開始されたアメリカ合衆国の恋愛映画である。監督はリテーシュ・バトラ、主演はロバート・レッドフォードとジェーン・フォンダが務めた。本作はケント・ハルフが2015年に上梓した小説『Our Souls at Night』を原作としている。

## ストーリー
妻を亡くしてからというもの、ルイス・ウォーターズは孤独な生活を送っていた。ある日の晩、隣の家に住むエディーが彼を訪ねてきた。エディーもまた未亡人であり、孤独に耐えながらも懸命に生きていた。時折、エディーはルイスとベッドを共にし、孤独に耐える方法について語り合っていた。その関係はプラトニックなものではあったが、近所の人たちは2人に肉体関係があると確信していた。ある日、エディーとの関係を友人にからかわれたルイスは、怒って喫茶店を後にしてしまった。また、エディーも友人からルイスとの関係を詮索された。2人は誤解を打ち消す方法を話し合うために、レストランで会うことになった。
エディーの息子であるジーンは7歳になるジェイミーの育児に悪戦苦闘し、半ばノイローゼ状態に陥った。その様子を見かねたルイスは子守を引き受け、ジェイミーと一緒に遊んであげた。しかし、ルイスとエディーの関係を知ったジーンはすぐさまジェイミーを引き取りに来た。傷心のルイスはエディーを連れて旅に出た。2人は旅先で一線を越えることとなった。
愛を育む2人だったが、別れの時は突然やって来た。

## キャスト
※括弧内は日本語吹き替え（Netflixで配信。）
- ロバート・レッドフォード - ルイス・ウォーターズ（勝部演之）
- ジェーン・フォンダ - エディー・ムーア（鈴木弘子）
- イアン・アーミテージ - ジェイミー・ムーア（川上ひろみ）
- マティアス・スーナールツ - ジーン・ムーア（小原雅人）
- ジュディ・グリア - ホリー・ウォーターズ（苗村有香）
- フィリス・サマーヴィル - ルース（伊沢磨紀）
- ブルース・ダーン - ドーラン・ベッカー（秋元羊介）
- 看護師（柳瀬英理子）
- チャーリー（佐々木薫）
- 神父（庄司勝也）
- エド（栗田圭）
- レーナ（千田ミヤコ）
- ウェイトレス（河村るり）
- 男(3)（宮﨑聡）
- ロブ（品村渉）
- フロント係（伊達忠智）
- ルディ（吉城よしき）

日本語版スタッフ：演出：佐藤宏樹、翻訳：小椋牧子、制作：東北新社

## 製作
2016年7月7日、ネットフリックスはケント・ハルフの小説『Our Souls at Night』の映画化に際して、リテーシュ・バトラを監督に起用し、スコット・ノイスタッターとマイケル・H・ウェバーに脚色を依頼すると発表した。9月中には主要キャストが発表された。
本作の主要撮影は2016年9月12日にコロラド州で始まり、同年11月2日に終了した。

## 公開
2017年9月1日、本作は第74回ヴェネツィア国際映画祭でプレミア上映された。なお、本作での演技が高く評価されたレッドフォードとフォンダには栄誉金獅子賞が授与された。

## 評価
本作は批評家から絶賛されている。映画批評集積サイトのRotten Tomatoesには36件のレビューがあり、批評家支持率は92%、平均点は10点満点で7.7点となっている。サイト側による批評家の見解の要約は「『夜が明けるまで』はシンプルではあるが手堅いキャンパスを提供しており、2人の名優が物語に命を吹き込むための場が作られた。それによって、原作の落ち着いた力強さが表現できている。」となっている。また、Metacriticには14件のレビューがあり、加重平均値は69/100となっている。